# Masters of Chant
Masters of Chant è il secondo album del gruppo Gregorian, pubblicato nel 1999 dall'etichetta Edel America Records.

## Tracce
1. Brothers in Arms (Dire Straits) – 5:09 (testo: Mark Knopfler)
2. Scarborough Fair – 4:06
3. Tears in Heaven (Eric Clapton) – 4:43 (testo: Eric Clapton, Will Jennings)
4. Still I'm Sad (The Yardbirds) – 4:02 (testo: Jim McCarty, Paul Samwell-Smith)
5. When a Man Loves a Woman (Percy Sledge) – 4:08 (testo: Calvin Lewis, Andrew Wright)
6. Nothing Else Matters (Metallica) – 5:30 (testo: James Hetfield, Lars Ulrich)
7. Fade to Grey (Visage) – 3:38 (testo: Billy Currie, Christopher John Payne, Midge Ure)
8. Losing My Religion (R.E.M.) – 5:01 (testo: Bill Berry, Peter Buck, Mike Mills, Michael Stipe)
9. Vienna (Ultravox) – 4:22 (testo: Midge Ure, Chris Cross, Warren Cann, Billy Currie)
10. The Sound of Silence (Simon & Garfunkel) – 3:35 (testo: Paul Simon)
11. Sebastian (Steve Harley & Cockney Rebel) – 3:05 (testo: Steve Harley)
12. Don't Give Up (feat. Sarah Brightman) (Peter Gabriel feat. Kate Bush) – 5:22 (testo: Peter Gabriel)

### Bonus track
1. Save a Prayer (Duran Duran) – 4:54 (testo: Simon Le Bon, Roger Taylor, Andy Taylor, John Taylor, Nick Rhodes)
2. I Still Haven't Found What I'm Looking For (U2) – 4:14